# Upadek królów
Upadek królów (ang. Troy: Fall of Kings) – powieść łącząca elementy historyczne i fantasy napisana przez brytyjskiego pisarza Davida Gemmella i jego żonę, Stellę. Ukończyła ona powieść po śmierci męża 28 lipca 2006 roku. Książka została wydana w kwietniu 2007 roku.
Książka była trzecią i ostatnią powieścią wydaną w ramach trylogii Troja osadzonej w realiach starożytnej Grecji. Na jej łamach pojawiają się zarówno postaci fikcyjne, historyczne i mitologiczne. Wydarzenia rozgrywają się w okolicach miasta Troja.
W Polsce została wydana w 2008 roku nakładem wydawnictwa Rebis w przekładzie Patryka Sawickiego. Pierwsze polskie wydanie miało 492 strony (ISBN 978-83-7510-132-4).